# 2 Districtenpijl féminine 2022
 (août 2022).
La 1re édition de la 2 Districtenpijl féminine a eu lieu le 10 juillet 2022. Elle fait partie du calendrier UCI en catégorie 1.1. Elle est remportée par la Polonaise Daria Pikulik.

## Équipes
| Équipes féminines continentales (11)- Andy Schleck-CP NVST-Immo Losch - Atom Deweloper-Posciellux.pl-Wrocław - Awol O'Shea - AG Insurance NXTG - Bingoal-Chevalmeire-Van Eyck Sport - Coop-Hitec Products - Lotto Soudal Ladies - Plantur-Pura - Parkhotel Valkenburg - Rupelcleaning - Stade Rochelais Charente-Maritime Équipe féminines amateur (13)- A.S.D. Women - Bingoal WB Ladies - Belco-Van Eyck - Hoop Op Zegen Beveren - Isorex - KDM-Pack - Keukens Redant - Proximus-Alphamotorhomes - Provincie Antwerpen Cycling Team - Restore - S-bikes Doltcini - Vondelmolen De Ceuster - WV Schijndel |
| |

## Récit de la course
Au bout de cinq des neuf tours de circuit, Daria Pikulik et Marthe Truyen attaquent. Elles sont rejointes par Nathalie Bex et Fien van Eynde au kilomètre quatre-vingt-cinq. Malgré une faible avance, elles se disputent la victoire. Daria Pikulik se montre la plus rapide. Derrière, Sofie van Rooijen règle le sprint du peloton.

## Classements

### Classement final
| \| Classement général \| Classement général \| Classement général \| Classement général \| Classement général \| \| Coureuse \| Coureuse \| Pays \| Équipe \| Temps \| \| ------------------ \| ------------------- \| ------------------ \| ------------------------------------ \| ------------------ \| \| 1re \| Daria Pikulik \| Pologne \| Atom Deweloper-Posciellux.pl-Wrocław \| 3 h 22 min 43 s \| \| 2e \| Marthe Truyen \| Belgique \| Plantur-Pura \| + 0 s \| \| 3e \| Nathalie Bex \| Belgique \| Bingoal-Chevalmeire-Van Eyck Sport \| + 0 s \| \| 4e \| Fien Van Eynde \| Belgique \| IBCT \| + 4 s \| \| 5e \| Sofie van Rooijen \| Pays-Bas \| Parkhotel Valkenburg \| + 28 s \| \| 6e \| Kirstie van Haaften \| Pays-Bas \| Parkhotel Valkenburg \| + 28 s \| \| 7e \| Arianna Pruisscher \| Pays-Bas \| Stade Rochelais Charente-Maritime \| + 28 s \| \| 8e \| Danique Braam \| Pays-Bas \| Bingoal-Chevalmeire-Van Eyck Sport \| + 28 s \| \| 9e \| Ellen Van Loy \| Belgique \| Baloise Trek Lions \| + 28 s \| \| 10e \| Kaja Rysz \| Pologne \| Atom Deweloper-Posciellux.pl-Wrocław \| + 28 s \| |                     |          |                                      |                 |
| |                     |          |                                      |                 |
| Source : Cycling Quotient |                     |          |                                      |                 |
| Classement général |                     |          |                                      |                 |
| Coureuse | Coureuse            | Pays     | Équipe                               | Temps           |
| 1re | Daria Pikulik       | Pologne  | Atom Deweloper-Posciellux.pl-Wrocław | 3 h 22 min 43 s |
| 2e | Marthe Truyen       | Belgique | Plantur-Pura                         | + 0 s           |
| 3e | Nathalie Bex        | Belgique | Bingoal-Chevalmeire-Van Eyck Sport   | + 0 s           |
| 4e | Fien Van Eynde      | Belgique | IBCT                                 | + 4 s           |
| 5e | Sofie van Rooijen   | Pays-Bas | Parkhotel Valkenburg                 | + 28 s          |
| 6e | Kirstie van Haaften | Pays-Bas | Parkhotel Valkenburg                 | + 28 s          |
| 7e | Arianna Pruisscher  | Pays-Bas | Stade Rochelais Charente-Maritime    | + 28 s          |
| 8e | Danique Braam       | Pays-Bas | Bingoal-Chevalmeire-Van Eyck Sport   | + 28 s          |
| 9e | Ellen Van Loy       | Belgique | Baloise Trek Lions                   | + 28 s          |
| 10e | Kaja Rysz           | Pologne  | Atom Deweloper-Posciellux.pl-Wrocław | + 28 s          |

### Points UCI
| Position           | 1er | 2e | 3e | 4e | 5e | 6e | 7e | 8e | 9e | 10e | 11e | 12e | 13e à 15e | 16e à 25e |
| Classement général | 125 | 85 | 70 | 60 | 50 | 40 | 35 | 30 | 25 | 20  | 15  | 10  | 5         | 3         |